# Проходная дорожка
Проходна́я доро́жка — дорожка в городе Сестрорецке Курортного района Санкт-Петербурга. Проходит от 1-й линии до 7-й линии. На юг продолжается улицей Краснодонцев.
Название появилось в 1960-х годах. Статус выбран, вероятно, по аналогии с Федотовской дорожкой, расположенной неподалёку. Проходная дорожка проходит через застройку бывшего поселка Александровская, с чем, скорее всего, и связано её название.
На 3-й линии Проходная дорожка делает 30-метровый сдвиг.

## Перекрёстки
- 1-я линия / улица Краснодонцев
- 2-я линия
- 3-я линия (два перекрестка)
- 4-я линия
- 5-я линия
- 6-я линия
- 7-я линия